# وارويك (رود آيلاند)
وارويك (بالإنجليزية: Warwick, Rhode Island)‏ هي مدينة تقع في الولايات المتحدة في Kent County. يقدر عدد سكانها بـ 82,672 نسمة ومساحتها 128.52 كم2 وترتفع عن سطح البحر 11 متر.

## التركيبة السكانية
حدّد مكتب تعداد الولايات المتحدة بيانات التركيبة السكانية لوارويك في تعداد الولايات المتحدة. في ما يلي، التركيبة السكانية حسب تعدادي 2000 و2010.

### تعداد عام 2000
بلغ عدد سكان وارويك 85,808 نسمة بحسب تعداد عام 2000، وبلغ عدد الأسر 35,517 أسرة وعدد العائلات 22,971 عائلة مقيمة في المدينة. في حين سجلت الكثافة السكانية 666 نسمة لكل كيلومتر مربع (1,724.9/ميل2). وبلغ عدد الوحدات السكنية 37,085 وحدة بمتوسط كثافة قدره 287.8 لكل كيلومتر مربع (745.4/ميل2).
وتوزع التركيب العرقي للمدينة بنسبة 95.21% من البيض و1.16% من الأمريكيين الأفارقة و0.25% من الأمريكيين الأصليين و1.49% من الأمريكيين ذوي الأصول الآسيوية و0.02% من سكان جزر المحيط الهادئ و0.59% من الأعراق الأخرى و1.28% من عرقين مختلطين أو أكثر و1.60% من الهسبانيون أو اللاتينيون من أي عرق.
بلغ عدد الأسر 35,517 أسرة كانت نسبة 29.8% منها لديها أطفال تحت سن الثامنة عشر تعيش معهم، وبلغت نسبة الأزواج القاطنين مع بعضهم البعض 50.7% من أصل المجموع الكلي للأسر، ونسبة 10.2% من الأسر كان لديها معيلات من الإناث دون وجود شريك، بينما كانت نسبة 3.7% من الأسر لديها معيلون من الذكور دون وجود شريكة وكانت نسبة 35.3% من غير العائلات. تألفت نسبة 29.8% من أصل جميع الأسر من عدة أفراد يعيشون في نفس المنزل ونسبة 13.2% كانت تتألف من شخص يعيش بمفرده يبلغ من العمر 65 عاماً أو أكثر. وبلغ متوسط حجم الأسرة المعيشية 2.39، أما متوسط حجم العائلات فبلغ 2.99.
بلغ العمر الوسطي للسكان 40.0 عاماً. وكانت نسبة 21.8% من القاطنين تحت سن الثامنة عشر، وكانت نسبة 6.6% بين الثامنة عشر والرابعة والعشرين عاماً، ونسبة 30% كانت واقعةً في الفئة العمرية ما بين الخامسة والعشرين والرابعة والأربعين عاماً، ونسبة 24.3% كانت ما بين الخامسة والأربعين والرابعة والستين، ونسبة 16.2% كانت ضمن فئة الخامسة والستين عاماً فما فوق. يوجد لكل 100 أنثى 91.5 ذكر، ويوجد لكل 100 أنثى في الثامنة عشر من عمرها فما فوق 88.0 ذكر.
بلغ متوسط دخل الأسرة في المدينة 46,483 دولارًا، أما متوسط دخل العائلة فبلغ 56,225 دولارًا. وكان متوسط دخل الذكور 39,455 دولارًا مقابل 28,946 دولارًا للإناث. وسجل دخل الفرد الخاص بالمدينة 23,410 دولارًا. وكانت نسبة 4.2% من العائلات ونسبة 5.9% من السكان تحت خط الفقر، وكان من هؤلاء نسبة 6.7% تحت سن الثامنة عشر ونسبة 7.5% في الخامسة والستين من العمر وما فوق.

### تعداد عام 2010
بلغ عدد سكان وارويك 82,672 نسمة بحسب تعداد عام 2010، وبلغ عدد الأسر 35,234 أسرة وعدد العائلات 21,495 عائلة مقيمة في المدينة. في حين سجلت الكثافة السكانية 641.6 نسمة لكل كيلومتر مربع (1,661.7/ميل2). وبلغ عدد الوحدات السكنية 37,730 وحدة بمتوسط كثافة قدره 292.8 لكل كيلومتر مربع (758.3/ميل2).
وتوزع التركيب العرقي للمدينة بنسبة 92.71% من البيض و1.68% من الأمريكيين الأفارقة و0.28% من الأمريكيين الأصليين و2.25% من الأمريكيين ذوي الأصول الآسيوية و0.02% من سكان جزر المحيط الهادئ و1.10% من الأعراق الأخرى و1.95% من عرقين مختلطين أو أكثر و3.42% من الهسبانيون أو اللاتينيون من أي عرق.
بلغ عدد الأسر 35,234 أسرة كانت نسبة 26.1% منها لديها أطفال تحت سن الثامنة عشر تعيش معهم، وبلغت نسبة الأزواج القاطنين مع بعضهم البعض 45.7% من أصل المجموع الكلي للأسر، ونسبة 10.9% من الأسر كان لديها معيلات من الإناث دون وجود شريك، بينما كانت نسبة 4.4% من الأسر لديها معيلون من الذكور دون وجود شريكة وكانت نسبة 39% من غير العائلات. تألفت نسبة 31.8% من أصل جميع الأسر من عدة أفراد يعيشون في نفس المنزل ونسبة 13.7% كانت تتألف من شخص يعيش بمفرده يبلغ من العمر 65 عاماً أو أكثر. وبلغ متوسط حجم الأسرة المعيشية 2.33، أما متوسط حجم العائلات فبلغ 2.95.
بلغ العمر الوسطي للسكان 43.7 عاماً. وكانت نسبة 19.1% من القاطنين تحت سن الثامنة عشر، وكانت نسبة 7.6% بين الثامنة عشر والرابعة والعشرين عاماً، ونسبة 25.2% كانت واقعةً في الفئة العمرية ما بين الخامسة والعشرين والرابعة والأربعين عاماً، ونسبة 30.9% كانت ما بين الخامسة والأربعين والرابعة والستين، ونسبة 17.1% كانت ضمن فئة الخامسة والستين عاماً فما فوق. وتوزع التركيب الجنسي للسكان بنسبة 47.8% ذكور و52.2% إناث.

## المناخ
يظهر الجدول التالي التغييرات المناخية على مدار السنة لوارويك:
| البيانات المناخية لـوارويك                                   | البيانات المناخية لـوارويك | البيانات المناخية لـوارويك | البيانات المناخية لـوارويك | البيانات المناخية لـوارويك | البيانات المناخية لـوارويك | البيانات المناخية لـوارويك | البيانات المناخية لـوارويك | البيانات المناخية لـوارويك | البيانات المناخية لـوارويك | البيانات المناخية لـوارويك | البيانات المناخية لـوارويك | البيانات المناخية لـوارويك | البيانات المناخية لـوارويك |
| الشهر                                                        | يناير                      | فبراير                     | مارس                       | أبريل                      | مايو                       | يونيو                      | يوليو                      | أغسطس                      | سبتمبر                     | أكتوبر                     | نوفمبر                     | ديسمبر                     | المعدل السنوي              |
| ------------------------------------------------------------ | -------------------------- | -------------------------- | -------------------------- | -------------------------- | -------------------------- | -------------------------- | -------------------------- | -------------------------- | -------------------------- | -------------------------- | -------------------------- | -------------------------- | -------------------------- |
| الدرجة القصوى °ف (°م)                                        | 69 (21)                    | 72 (22)                    | 90 (32)                    | 98 (37)                    | 96 (36)                    | 98 (37)                    | 102 (39)                   | 104 (40)                   | 100 (38)                   | 88 (31)                    | 81 (27)                    | 77 (25)                    | 104 (40)                   |
| متوسط درجة الحرارة الكبرى °ف (°م)                            | 37.4 (3.0)                 | 40.3 (4.6)                 | 47.8 (8.8)                 | 58.6 (14.8)                | 68.4 (20.2)                | 77.5 (25.3)                | 82.8 (28.2)                | 81.4 (27.4)                | 74.2 (23.4)                | 63.3 (17.4)                | 53.2 (11.8)                | 42.3 (5.7)                 | 60.6 (15.9)                |
| متوسط درجة الحرارة الصغرى °ف (°م)                            | 21.0 (−6.1)                | 23.6 (−4.7)                | 30.0 (−1.1)                | 39.6 (4.2)                 | 48.6 (9.2)                 | 58.4 (14.7)                | 64.2 (17.9)                | 63.2 (17.3)                | 55.3 (12.9)                | 43.9 (6.6)                 | 35.7 (2.1)                 | 26.3 (−3.2)                | 42.5 (5.8)                 |
| أدنى درجة حرارة °ف (°م)                                      | −13 (−25)                  | −17 (−27)                  | 1 (−17)                    | 11 (−12)                   | 29 (−2)                    | 39 (4)                     | 48 (9)                     | 40 (4)                     | 32 (0)                     | 20 (−7)                    | 6 (−14)                    | −12 (−24)                  | −17 (−27)                  |
| الهطول إنش (مم)                                              | 3.76 (96)                  | 3.34 (85)                  | 5.00 (127)                 | 4.36 (111)                 | 3.55 (90)                  | 3.64 (92)                  | 3.28 (83)                  | 3.60 (91)                  | 3.92 (100)                 | 3.92 (100)                 | 4.51 (115)                 | 4.21 (107)                 | 47.09 (1٬196)              |
| متوسط تساقط الثلوج إنش (سم)                                  | 10.3 (26)                  | 8.6 (22)                   | 5.6 (14)                   | 0.7 (1.8)                  | 0 (0)                      | 0 (0)                      | 0 (0)                      | 0 (0)                      | 0 (0)                      | 0 (0)                      | 1.4 (3.6)                  | 7.3 (19)                   | 33.8 (86)                  |
| متوسط أيام هطول الأمطار (≥ 0.01 in)                          | 11.0                       | 9.7                        | 11.9                       | 11.3                       | 12.0                       | 10.9                       | 9.4                        | 9.0                        | 8.7                        | 9.4                        | 10.1                       | 11.6                       | 125.0                      |
| متوسط الأيام المثلجة (≥ 0.1 in)                              | 5.6                        | 4.7                        | 3.4                        | 0.6                        | 0                          | 0                          | 0                          | 0                          | 0                          | 0                          | 0.6                        | 3.4                        | 18.3                       |
| ساعات سطوع الشمس الشهرية                                     | 170.5                      | 175.2                      | 217.0                      | 225.0                      | 254.2                      | 273.0                      | 291.4                      | 263.5                      | 234.0                      | 207.7                      | 147.0                      | 148.8                      | 2٬607٫3                    |
| المصدر #1: NOAA (extremes 1904–present), The Weather Channel |                            |                            |                            |                            |                            |                            |                            |                            |                            |                            |                            |                            |                            |
| المصدر #2: HKO (sun only, 1961–1990)                         |                            |                            |                            |                            |                            |                            |                            |                            |                            |                            |                            |                            |                            |

## أعلام
- جون براون فرانسيس
- إيرل شانون
- راي غريني
- نثنائيل غرين
- جون سميث
- جيمي كوني
- توم كافاناه
- ديفيد بتراركا
- ويليام هربرت شيلدون
- ميشيلا ماكمانوس